# テレもの
テレものは、JNN系列局とグランマルシェ（現・TBSグロウディア）が共同で運営するショッピングサイト。2007年1月15日にオープンした。

## 概要
JNN系列ではそれまでも各局が独自にショッピングサイトを運営していたが、JNNの取材力とブランド力を活かした新たなショッピングサイトとして開設された。
このサイト名は「テレビ屋さんのいいもの・うまいもの・お買いもの」というキャッチコピーから来ている。そのキャッチコピーの通り、扱われる商品のほとんどが食品で、系列各局が地元の様々な名産品を取材・選定し、それをサイト上で紹介・販売している。
開設当初は系列局の内の10局が参加。その後徐々に参加局を増やしたが、TUT・OBS・MRTは参加しなかった。
2014年3月31日を以って、全サービスを終了した。

## 参加局（サービス終了時点）
後ろに☆印の付いた局は、独自のショッピングサイトを開設している局。
- 北海道放送☆
- 青森テレビ☆
- IBC岩手放送☆
- テレビユー山形
- 東北放送
- テレビユー福島
- TBSテレビ☆[1]
- テレビ山梨
- 新潟放送☆
- 静岡放送☆
- 信越放送☆
- 北陸放送
- 中部日本放送☆
- 毎日放送☆
- 山陰放送
- 山陽放送☆
- 中国放送☆
- テレビ山口
- あいテレビ
- テレビ高知
- RKB毎日放送☆
- 長崎放送
- 熊本放送
- 南日本放送
- 琉球放送☆